# Дрогобицький долотний завод
ТОВ «Універсальна бурова техніка» — підприємство у Дрогобичі, одне з найбільших в Україні з виробництва устаткування для нафтогазової та гірничорудної промисловостей, геологорозвідування, єдиний в Україні виробник бурових доліт.

## Історія
Підприємство засноване 16 серпня 1946 року в м. Дрогобич на базі нафтопереробного підприємства «Дрос» під назвою «Дрогобицький механічний завод». З 5 липня 1955 до 15 березня 1966 року підприємство носило назву «Дрогобицький машинобудівельний завод», а згодом 1966 – «Дрогобицький долотний завод».
На «Дрогобицькому долотному заводі» успішно діяло Дослідне виробництво, яке було підпорядковане Спеціальному конструкторсько-технологічному бюро Львівського фізико-механічного інституту Академії наук України. 
У 1992 році на базі цього виробництва створили українсько-німецьке ТОВ «International Cutter Manufacturer GMbH» («Міжнародне підприємство з виробництва бурового інструменту»). Засновниками виступили німецька фірма «Вірт» (31 %), «Дрогобицький долотний завод» (22,1 %) та Львівський фізико-механічний інститут ім. Г.В. Карпенка Академії наук України (46,9 %).
З 1994 року підприємство носило назву ВАТ «Дрогобицький долотний завод». 
У 2007 році завод увійшов до складу російського холдингу «ВБМ-групп» (Волгабурмаш), який є власником 97,36% акцій ВАТ «Дрогобицький долотний завод». 
У 2010 році «Ощадбанк», за борги по кредиту, продав 70% майна заводу київській фірмі «Парус Південь», у якої це майно придбало ТОВ «Універсальна бурова техніка». Решта виробничих потужностей ще залишалося у ВАТ «Дрогобицький долотний завод», та за поданням «Ощадбанку» 28 грудня 2010 року господарський суд Львівської області визнав «Дрогобицький долотний завод» банкрутом, з подальшою його ліквідацією.
У тому ж 2010 році (за іншими даними в 2011 році) завод змінив назву на ТОВ «Універсальна бурова техніка» та спільно із підприємством із Первомайська «Спецбуд» почав виготовляти продукцію під торговою маркою «UniDrillTech». «Спецбуд» був фірмою-посередником при великому державному заводі «Шахтобуріння». 
Після банкрутства ТОВ «Універсальна бурова техніка», та приходу нових акціонерів (компанії з Кіпру), в 2016 році назву компанії було змінено на ТОВ «Універсальна бурильна техніка».

## Продукція
У 1947 році Дрогобицький механічний завод виготовив першу партію бурових доліт у кількості 32 одиниці. Одночасно підприємство також займалося  виготовленям ємностей для буріння, циклонних апаратів, автоцистерн, установок для трелювання лісу, а також ремонтом бурового устаткування.
Підприємство є єдиним вітчизняним виробником бурових доліт, шарошкових розширювачів, лопатевих калібраторів, бурильних головок, бурзамків для нафтогазазової та гірничорудної промисловостей, геологорозвідування. Завод є виробником газорозподільних станцій.

## Директори заводу (з 1946)
[уточнити]
- 1950—1964 Іонов Олександр Олексійович (1914—29.08.1973)
- 1964—1968 Чечель Віктор Антонович
- 1968—1972 Дворжак Василь Андрійович
- 1972—198. Мокренко Іван Павлович
- 198.—199. Ілик Теофіль Якимович
- 199.7-2000 Мищатин Леонід Йосипович
- 200.-2008 Веселовський Генадій Сергійович
- 2008-2011 Мищатин Леонід Йосипович

## ФК «Долотник» (Дрогобич)
ФК «Долотник» був заснована на заводі у 1965 році, та існувала протягом трьох десятиліть. Остання згадка припадає на 1990 рік. Команда брала участь у першості Львівської області та чемпіонаті УРСР серед колективів фізичної культури (КФК). 
Команда виборола 5-е місце у зоні 2 першості УРСР серед КФК у 1972 році. Була Чемпіоном Дрогобича у 1973, 1982 році, віце-чемпіоном у 1974 та 1986 році.
ФК «Долотник» був володарем Кубка Дрогобича 1981 року та фіналістом 1974 й 1977 років.
Гравцями команди були такі відомі майстри як Лев Броварський та Хосе Турчик.